# Trichaeta burttii
Trichaeta burttii là một loài bướm đêm thuộc phân họ Arctiinae, họ Erebidae.